# Saint-Léger (Gaume)
Pour les articles homonymes, voir Saint-Léger.
Saint-Léger (en gaumais Sint-Ldjir, en luxembourgeois Silljes/Zieljhee, en allemand Zillig) — ou non officiellement Saint-Léger-en-Gaume — est une commune francophone de Belgique située en Région wallonne dans la province de Luxembourg, ainsi qu’une localité où siège son administration.
Elle fait partie de la Lorraine gaumaise et des 25 communes de l'Agglomération transfrontalière du pôle européen de développement.

## Géographie
La commune se situe en Gaume, sous-région où la langue vernaculaire traditionnelle est le gaumais.
Le village est bordé à l’est et au sud par le Ton, une rivière affluent de la Chiers. Il est traversé par la route nationale 82 reliant Arlon et Virton.

### Sections de la commune
| # | Nom          | Superf. (km²) | Habitants (2020) | Habitants par km² | Code INS |
| - | ------------ | ------------- | ---------------- | ----------------- | -------- |
| 1 | Saint-Léger  | 20,35         | 2.018            | 99                | 85034A   |
| 2 | Châtillon    | 8,65          | 908              | 105               | 85034B   |
| 3 | Meix-le-Tige | 7,25          | 730              | 101               | 85034C   |

### Communes limitrophes
| Étalle |             | Arlon    |
| Virton | Saint-Léger | Messancy |
|        | Musson      | Aubange  |

### Sécurité et secours
La commune fait partie de la zone de police Sud-Luxembourg pour la police, ainsi que de la zone de secours Luxembourg pour les pompiers. Le numéro d'appel unique pour ces services est le 112.

## Démographie

### Évolution démographique avant la fusion de 1977
- Source: DGS, 1831 à 1970=recensements population, 1976= habitants au 31 décembre

### Évolution démographique de la commune fusionnée
En tenant compte des anciennes communes entraînées dans la fusion de communes de 1977, on peut dresser l'évolution suivante:
Les chiffres des années 1831 à 1970 tiennent compte des chiffres des anciennes communes fusionnées.
- Source: DGS , de 1831 à 1981=recensements population; à partir de 1990 = nombre d'habitants chaque 1 janvier[3]

## Histoire
Le 23 août 1914, des unités indéterminées de l'armée impériale allemande détruisirent 6 maisons et passèrent 11 civils par les armes lors des atrocités allemandes commises au début de l'invasion.
La fin de la Seconde Guerre mondiale est proche. Les Alliés ont débarqué en Normandie le 6 juin 1944 et reconquis une grande partie de l'Europe occidentale.
En septembre 1944, un détachement de l'armée allemande en retraite d'Italie s'arrêtèrent à Arlon. Ils firent une incursion à Saint-Léger et environs pour se procurer des véhicules chez les habitants afin de regagner l'Allemagne en se dirigeant vers le Grand-Duché de Luxembourg.
La 4 septembre, entre St-Léger et Châtillon, des maquisards attaquèrent et tuèrent 5 Allemands, sauf un jeune d'origine italienne de ± 14 ans qui accompagnait ces soldats et qui fut épargné. Par négligence ce jeune fut abandonné sur la chemin de retour des maquisards vers leur camp en forêt. Il rentra à pied à Arlon où il put décrire ce qui s'était passé à des officiers de la Wehrmacht.
Le lendemain, le 5 septembre, une cinquantaine de soldats allemands cernèrent le village et obligèrent les habitants à sortir et à se regrouper dans l'enceinte de l'usine Dominicy (construction d'engins agricoles), puis ils incendièrent les habitations.
Certains tentèrent de se cacher et de fuir. Trois hommes furent tués : Auguste Rongvaux, Alfred Jenneret et Fernand Wautelet.
Cent-quatorze maisons furent totalement détruites et une trentaine endommagées à des degrés divers. L'église fut entièrement ravagée par les flammes. Les sinistrés trouvèrent refuge dans les villages voisins et un vaste mouvement de solidarité se mit en place dans le sud de la province au lendemain de la Libération. Mais il fallut encore de longues années pour que le village renaisse de ses cendres et soit entièrement reconstruit.
La Grand-Rue fut rebaptisée « rue du 5 septembre ».

## Héraldique
|  | La commune s’est dotée d’armoiries, mais qui n’ont pas été légalement confirmées pour l’instant. Blasonnement : D’argent à trois flammes de gueules. Source du blasonnement : Lieve Viaene-Awouters et Ernest Warlop, Armoiries communales en Belgique, Communes wallonnes, bruxelloises et germanophones, t. 2 : Communes wallonnes M-Z, Communes bruxelloises, Communes germanophones, Bruxelles, Dexia, 2002, p. 690. |

## Politique et administration

### Conseil et collège communal 2024-2030
| Collège communal   |                    |                      |
| ------------------ | ------------------ | -------------------- |
| Bourgmestre        | Vinciane Gigi      | Les Engagés - Écoute |
| 1er Échevin        | Éric Decolle Fosty | Écoute               |
| 2e Échevin         | Marc Hubert        | Écoute               |
| 3e Échevin         | Stéphane Agostini  | Écoute               |
| Présidente du CPAS | Chantal Rongvaux   | MR - Avançons        |

## Patrimoine et culture

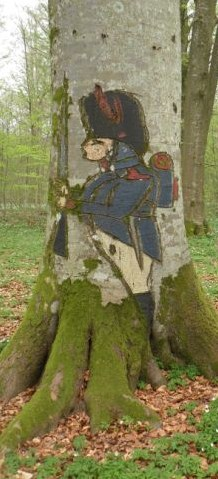
Silhouette de hussard gravée en 1929-1930 par des chasseurs.

### Patrimoine architectural et sites

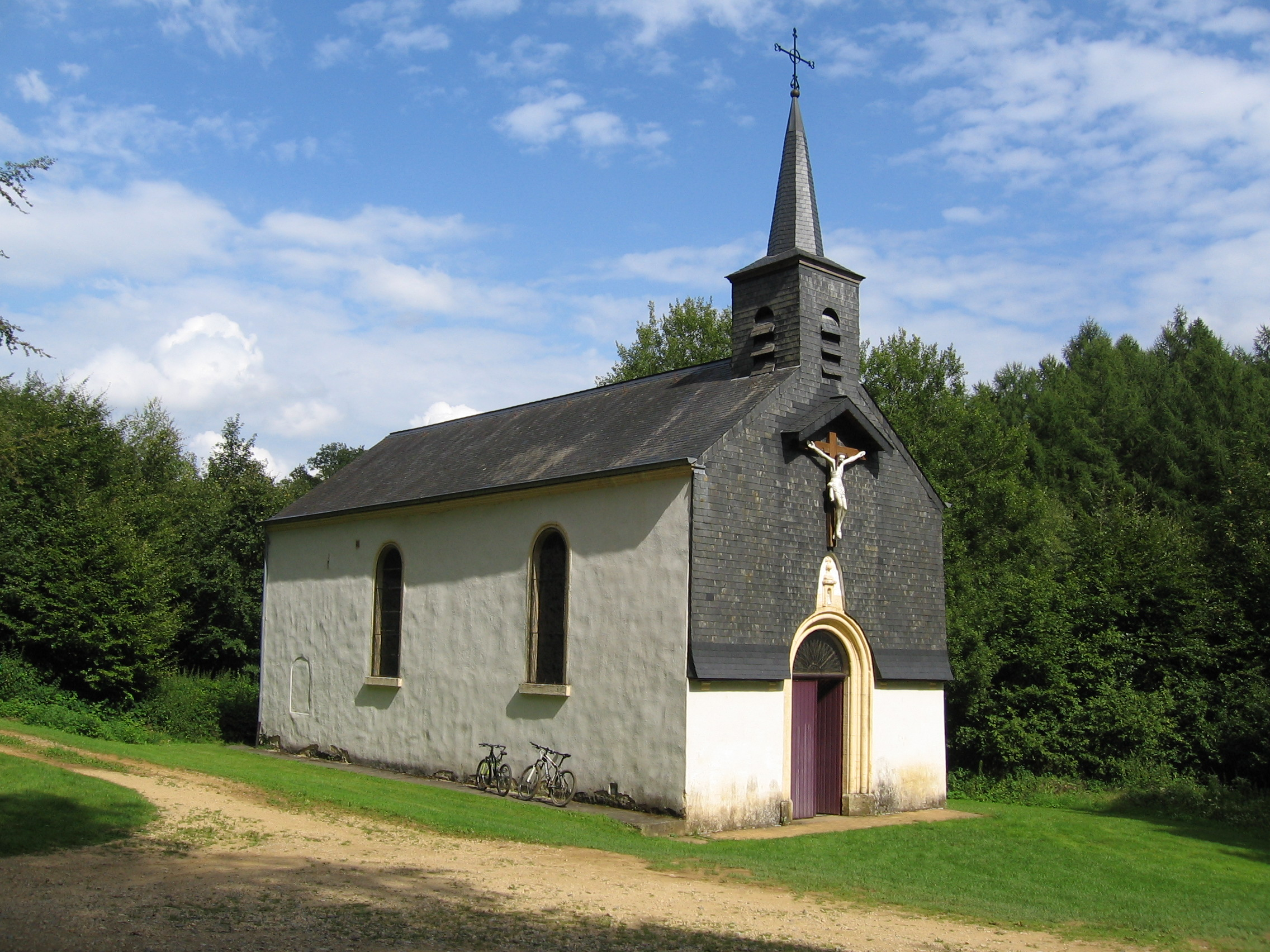
L'ermitage de Wachet.

- Le site de Wachet : ermitage, chapelle et chemin de croix.
- Le lac de Conchibois.
- Le moulin Bilocq (1775).
- Les arbres à soldat, site forestier où quelques arbres ont été gravés au couteau par des soldats durant la Première Guerre mondiale[réf. nécessaire].
- Les louvières (anciennes fosses destinées à piéger les sangliers, creusées sur le modèle des fosses à loups).
- La maison Alice Meny.
- Le patrimoine immobilier classé.

### Spécialités culinaires
En Gaume, on peut déguster le pâté gaumais, une tourte farcie à la viande de porc marinée. On dit à Saint-Léger : « Un pâté et un Orval, et on peut tenir le carême. »[réf. nécessaire]
On peut également goûter à la touffaye, avec des côtes de porc, une salade de pissenlits aux œufs durs ou une laitue à la vinaigrette.

## Personnalités liées à la commune
- Joseph Dujardin (1879-1937), homme politique
- Édouard Winkin (1850-1951), médecin, bourgmestre, entrepreneur agricole
- Godefroid Kurth (1847-1916), historien, séjourna à Saint-Léger
- Ernest Rongvaux (1881-1964), Ministre des Communications
- Louis Picard (1886-1955), prélat catholique créateur de la Radio catholique belge
- Édouard Ned, de son vrai nom Athanase-Camille Glouden (1873-1949), né à Châtillon, professeur, poète, romancier et essayiste belge de langue française.
- Timothy Castagne, footballeur international belge, qui a habité à Châtillon.
- Renaud Emond, footballeur belge, qui a habité à Saint-Léger.